# Pisando na Bola
Pisando na Bola foi um programa de televisão brasileiro que satirizava o universo do futebol e o jornalismo esportivo, em particular, a própria transmissão do SporTV. Um grupo de amigos dividindo um apartamento, onde comentam (zoando) jogos, entrevistas e a programação do canal SporTV. Eram sete personagens que se revezam num entra-e-sai, recebendo convidados e, também, indo para rua em busca de informação (coberturas de jogos, eventos esportivos etc). Os sete integrantes faziam o programa de rádio Rock Bola, sucesso desde 2001, primeiro na extinta Rádio Cidade, depois na FM O Dia e hoje, na Oi Fm, todas emissoras cariocas. A direção era de Pedro Henrique Peixoto, que já dirigiu os programas Pânico na TV e Top TV e foi roteirista da Rede Globo (Vídeo Show). A atração estreou em 2008 e foi extinta em 2009.

## Integrantes do Programa
- Alexandre Araújo
- Marcos Bolinho (Seu Almeyddah)
- Waguinho
- Alexandre Tavares
- Lopes Maravilha
- Toni Platão
- Smigol

## Quadros do Programa
- Agride Motor: Imitava o programa automobilístico do SporTV Grid Motor. O alvo do programa era quase sempre Rubens Barrichello. Era apresentado por Alexandre Araújo e Alexandre Tavares.
- Pegação Sportv: Imitava o Redação SporTV, e comenta imagens de jogadores se agarrando em treinos, partidas e comemorações. Uma vez também foi exibido o Negação SporTV, onde os participantes sempre davam negativas as perguntas do apresentador.
- Loucura Labial: Inspirado na Leitura Labial do Fantástico, mas ao invés de dizer o que os jogadores estão dizendo, eram faladas coisas ridículas com vozes mais ridículas ainda.
- Waguiner Pinto um Empresário Distinto: Era feito por Waguinho e conversava com técnicos e jogadores tentando fazer negócios que envolviam o jogador fictício Puruca ou times de países como Afeganistão, Namibia e Vietnã.
- Vem com Smigol: As reportagens do Smigol, que entrava em festas e eventos variados para fazer "entrevistas" com as figuras do esporte.

## Convidados
- A estudante de direito, Miss Pernambuco 2008 e ex-BBB Michelle Costta
- O comentarista do SporTV e ex-tênista Dácio Campos
- A estudante de direito e ex-BBB Fani Pacheco
- A comentarista do SporTV e ex-nadadora Mariana Brochado
- Os humoristas do Casseta & Planeta
- O apresentador e ex-BBB Diego Alemão
- O cantor Falcão
- O grupo Skank
- A funkeira Valesca Popozuda
- A jornalista, modelo e ex-BBB Priscila Pires
- A humorista Fabiana Karla
- O humorista Paulo Silvino
- As coleginhas do Caldeirão do Huck
- O humorista Rodrigo Fagundes
- A professora de modelos, Miss ABC Paulista 2007 e ex-BBB Francine Piaia
- A Musa do Flamengo Nathalie Conti, do Botafogo Carol Couto e do Fluminense Danielle Paiva no Brasileirão 2009
- O futebolista Túlio Maravilha
- o cantor Buchecha